# Naturalisation en France
Pour des articles plus généraux, voir Naturalisation et Nationalité française.
La naturalisation en France est un processus qui date de l'Ancien Régime, et qui est toujours appliqué aujourd'hui.

## Droit contemporain
Le mariage n'exerce pas d'effet immédiat sur la nationalité. Une personne étrangère qui épouse une personne française ne peut obtenir la nationalité française qu'après un délai de 4 ans et sous réserve de remplir certaines conditions, par exemple avoir une connaissance suffisante de la langue française. Par ailleurs, si vous êtes marié à un français depuis plus de 4 ans mais vivez en France depuis moins de 3 ans, alors il est nécessaire que votre conjoint ait été inscrit au registre consulaire, recensant les Français établis hors de France, pendant votre absence du territoire. Si tel n’est pas le cas, il vous faudra justifier de 5 ans d’union pour pouvoir prétendre à une naturalisation par mariage. 

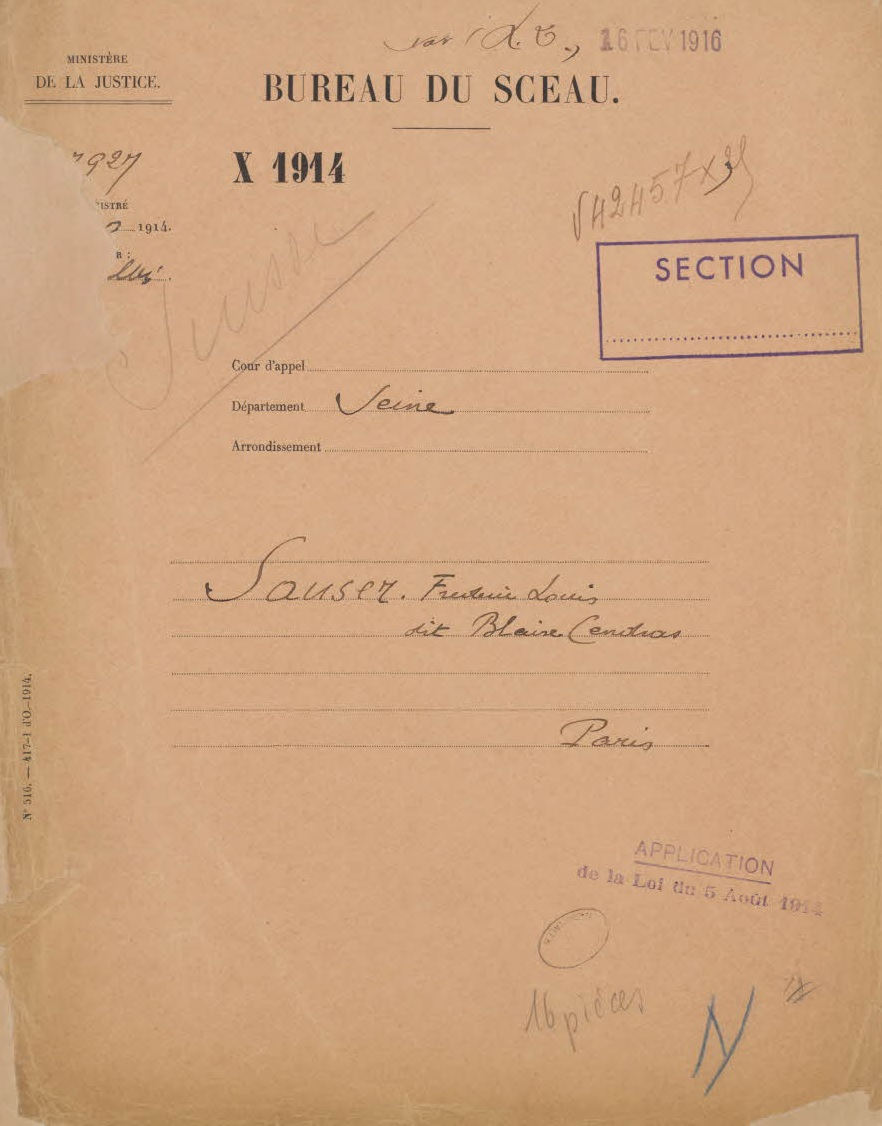
Dossier de naturalisation de Fréderic Louis Sauser, dit Blaise Cendrars, en application de la loi sur la naturalisation des étrangers, votée le 4 août 1914. Archives nationales de France.

Le retrait du dossier de naturalisation se fait dans les préfectures (ou certaines sous-préfectures), qui instruisent elles-mêmes le dossier et prennent l'une des quatre décisions suivantes :
- irrecevabilité
- ajournement
- refus/rejet
- décision favorable, en attente de la décision finale du ministère (SDANF).

La procédure peut varier en fonction du type de demande (naturalisation par décret, déclaration de nationalité par mariage, par fratrie ou par ascendant d'enfant français).
En cas d'irrecevabilité, le postulant doit se mettre en conformité avec les règles de l'administration avant de déposer une nouvelle demande. 
En cas d'ajournement ou de rejet, le postulant peut formuler un recours administratif hiérarchique auprès du Ministre de l'Intérieur dans les deux mois suivants la notification de la décision du Préfet. Le dossier sera ensuite réétudié dans les services ministériels de la Sous-direction de l'accès à la nationalité française installés à Rezé qui donnent un avis définitif d'acceptation ou de refus. En cas de maintien de la décision défavorable, l’intéressé dispose de deux mois pour formuler un recours en excès de pouvoir contre cette décision auprès du Tribunal administratif de Nantes, seule juridiction française compétente pour traiter des litiges liés à la naturalisation.
En cas de décision favorable de la préfecture, le dossier est alors transmis à la SDANF (Sous-direction de l'accès à la Nationalité Française) qui est un département du ministère de l'intérieur basé dans la ville de Reze. La SDANF, au nom du ministre de l'intérieur, contrôle l'instruction réalisée par la préfecture et prend la décision finale (refus, irrecevabilité, ajournement ou avis favorable). 
En cas de décision favorable de la SDANF, le dossier est transmis au SCEC, Service Centrale d’État Civil, (département dépendant du ministère des affaires étrangères), qui se charge de préparer un projet d'acte de naissance pour la personne.
Une fois le projet d'acte de naissance établi, la SDANF valide le dossier, rédige le décret de naturalisation qui sera publié au journal officiel après signature du ministre de l'Intérieur et du Premier ministre.
En 2008, la procédure a permis à 108 131 étrangers d'acquérir  la nationalité française par naturalisation, ce chiffre comprenant les enfants mineurs des familles concernées.
Une nouvelle possibilité d’acquisition de la nationalité française s’est ouverte aux Algériens par l’adoption de la circulaire du 25 octobre 2016. Selon le site officiel de l’administration française, une personne qui prouve avoir déjà été française peut être réintégrée par décret dans la nationalité française.
Pour obtenir un certificat de nationalité française, ou CNF, pour une personne devenue française par naturalisation, il faut confirmer sa qualité,. Une fois l'éligibilité confirmée, il faut demander un CNF. Liste des documents requis pour la demande, à condition que le demandeur soit un national français par naturalisation,:
- une photo pour la carte d'identité ;
- une carte d'identité (carte nationale d'identité, passeport, permis de conduire) ;
- un justificatif de domicile de trois mois maximum (facture d'électricité, contrat de location, impôt sur le revenu ou avis d'imposition) ;
- une copie intégrale de l'acte de naissance. L'acte doit être récent, car un acte ancien ne permet pas de confirmer un éventuel changement de nationalité.